# Alma (Automarke)
Alma (ungarisch für Apfel) war eine ungarische Automarke.

## Unternehmensgeschichte
Der ungarische Bildhauer Lajos Szorcsik stellte 1990 ein Fahrzeug her und nannte es Papillon. Imre Pápa, Leiter des Unternehmens Pápa & Pápa Kft aus Biharkeresztes, das Dosen herstellte, erwarb einige Jahre später die Rechte. 1995 begann die Produktion von Automobilen. Der Markenname lautete Alma. Exporte nach Griechenland waren geplant. 1996 endete die Produktion. 1997 wurde der Hersteller insolvent. Insgesamt entstanden etwa zwölf Fahrzeuge.

## Fahrzeuge
Das einzige Modell entstand auf Basis eines Trabant. Für den Antrieb sorgte ein Motor vom Fiat 127 oder vom Fiat Panda. Die Motorleistung betrug 45 PS. Die Karosserie bestand aus Kunststoff. Ein Überrollbügel sorgte für etwas Sicherheit. Der Neupreis entsprach etwa dem eines Suzuki Swift. Die Qualität des Fahrzeugs wird als schrecklich bezeichnet.